# Biserica Maica Domnului a Zăpezii din Praga

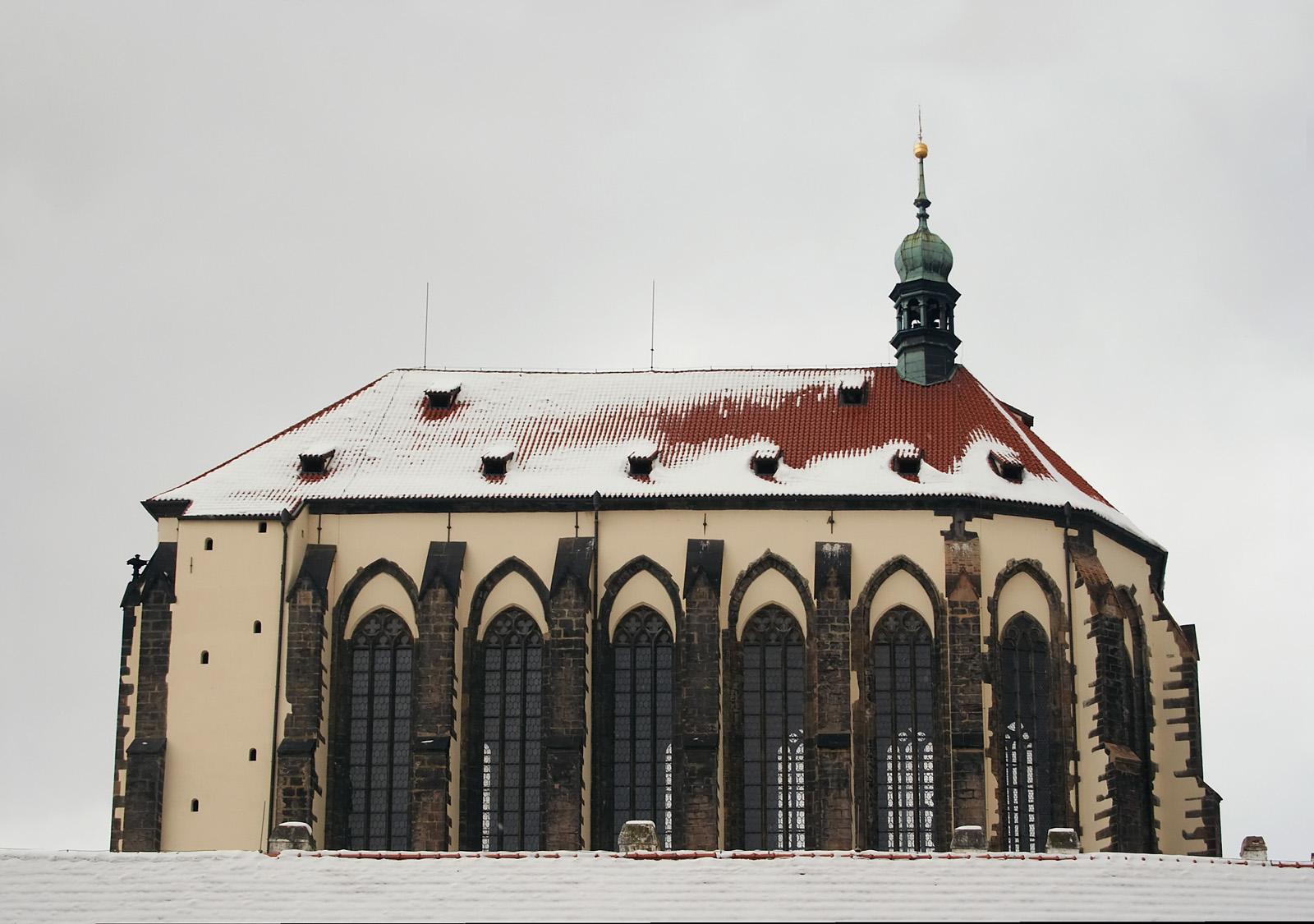
Biserica Maica Domnului a Zăpezii

Biserica „Maica Domnului a Zăpezii” (în cehă Panny Marie Sněžné) este situată lângă Piața Jungmann din Praga, Republica Cehă. Această biserică are una din cele mai înalte bolți din Praga (de 34 de metri). Trebuia să fie a doua cea mai mare biserică din Praga (după Catedrala Sf. Vitus), dar nu a fost finalizată. Forma actuală este dată doar de prezbiteriul bisericii.
Hramul bisericii, Maria Zăpezii, este în 5 august.

## Istorie
Biserica împreună cu o mănăstire din ordinul carmelit a fost fondată în 1347 cu ocazia încoronării lui Carol al IV-lea și a soției sale Blanche de Valois. Carmeliții erau un ordin mendicant din 1245, ceea ce însemna că nu aveau voie să dețină niciun pământ. Prin urmare, nu au avut resurse pentru construirea bisericii. Carol al IV-lea le-a donat un teren mare, pe care l-au putut închiria parțial, și lemnul care a fost folosit pentru a construi sala de încoronare. Acest lucru, împreună cu contribuțiile cetățenilor din Praga, a fost suficient pentru a construi partea vizibilă în prezent a clădirii. Construcția bisericii a fost amânată din cauza problemelor financiare.
În timpul Războaielor Husite construcția a fost întreruptă, biserica a fost grav avariată, iar călugării nevoiți să părăsească mănăstirea. Biserica a intrat în paragină la sfârșitul secolului al XVI-lea. La începutul secolului al XVII-lea biserica a fost preluată de franciscani cărora biserica le-a fost dăruită de regele Boemiei Rudolf al II-lea.
În 1611, în timpul incursiunii armatei la Passau, paisprezece călugări au fost uciși, când o mulțime din orașul Praga a atacat și a jefuit mănăstirea. Acești călugări sunt cunoscuți ca cei paisprezece martiri din Praga. Aceștia au fost beatificați în 2012.
Biserica în sine a fost modificată în timpul Renașterii și a Barocului (mai ales în a doua jumătate a secolului al XVII-lea).
În prezent prezbiteriul gotic servește ca biserică a franciscanilor. Culoarul de nord este accesibil din colțul de est al pieței Jungmann prin poarta care ducea inițial la cimitirul din spatele bisericii.

## Arhitectură

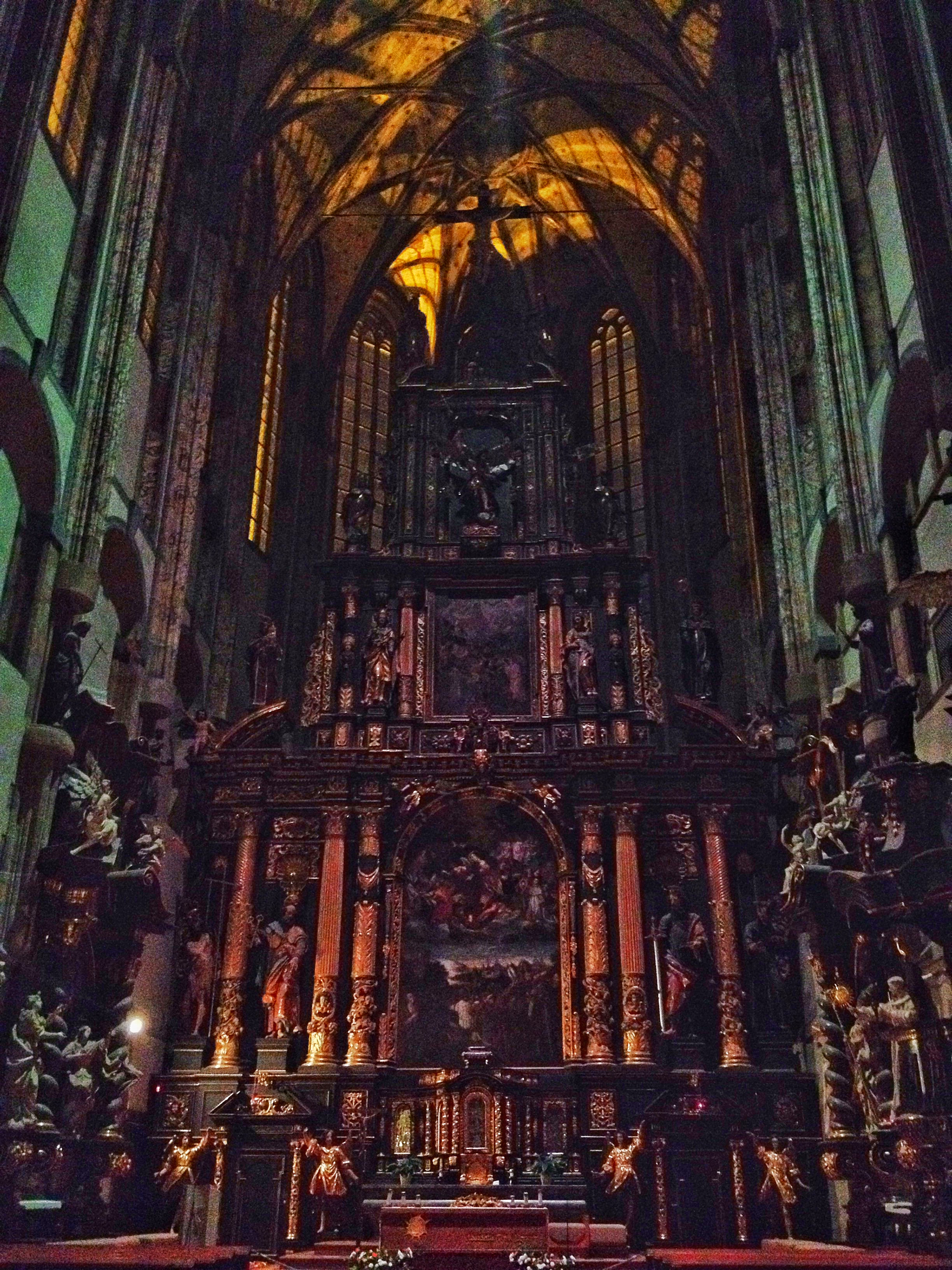
Interiorul bisericii noaptea

Conform ultimelor cercetări arheologice din anii 1980 și a documentației contemporane păstrate, biserica trebuia să aibă o lungime de aproximativ 110 de metri. (În comparație, cea mai mare catedrală gotică din Praga Catedrala Sf. Vitus - are 124 de metri lungime.) Acest lucru înseamnă că în zilele noastre ar ocupa toată suprafața Pieței Jungmann, ajungând aproape de clădirea Palatului Adria din partea opusă pieței. Singura parte care a fost construită conform planurilor a fost prezbiteriul cu două coridoare mici și o mare clopotniță pe partea de vest a culoarului de nord.
Construcția turnului a început la începutul secolului al XV-lea. A fost grav avariat în timpul Războaielor Husite. De asemenea, a fost doborât un clopot mare. În 1683 s-a prăbușit. Existența acestui turn poate fi dovedită prin rămășițele sale care se găsesc în biserică. În colțul cel mai vestic al culoarului nordic, există resturi de aproximativ 2 metri lățime și 1 metru înălțime ale zidurilor groase ale turnului și ale scării în spirală.
Culoarul nordic este parțial conservat. Acoperișul și bolțile s-au prăbușit cu mult timp în urmă, dar pereții exteriori cu rămășițele bolților și ferestrelor sunt încă vizibile. Se pare că acest prezbiteriu a fost construit pe un principiu diferit de culoarul principal. Cea mai evidentă diferență este între sistemul și ritmul ferestrelor și sistemul de contrafort. Pereții culoarului sunt proiectați ca un sistem scheletic, ferestrele ajungând aproape de la un stâlp la altul, oferind o cantitate imensă de lumină în interiorul prezbiteriului, în timp ce ferestrele culoarului sunt relativ mai mici și nu umplu întreg spațiul dintre stâlpii. De asemenea, stâlpii culoarului principal nu interacționează logic cu spațiul interior al culoarului. Acest lucru a fost cauzat de schimbările de plan între cele două faze de construire a culoarului și a prezbiteriului în jurul anului 1379. Constructorii au decis să facă culoarul mai înalt, ceea ce a dus la mărirea sistemului de contrafort.
Peste intrarea în culoar este un Timpan cu relief care îl înfățișează pe Dumnezeu Tatăl, pe Isus din Nazaret și pe Duhul Sfânt. Este cunoscut ca Tronul Înțelepciunii Divine. Acest timpan trebuia să fie plasat pe portalul original al bisericii, care nu a fost niciodată construit.

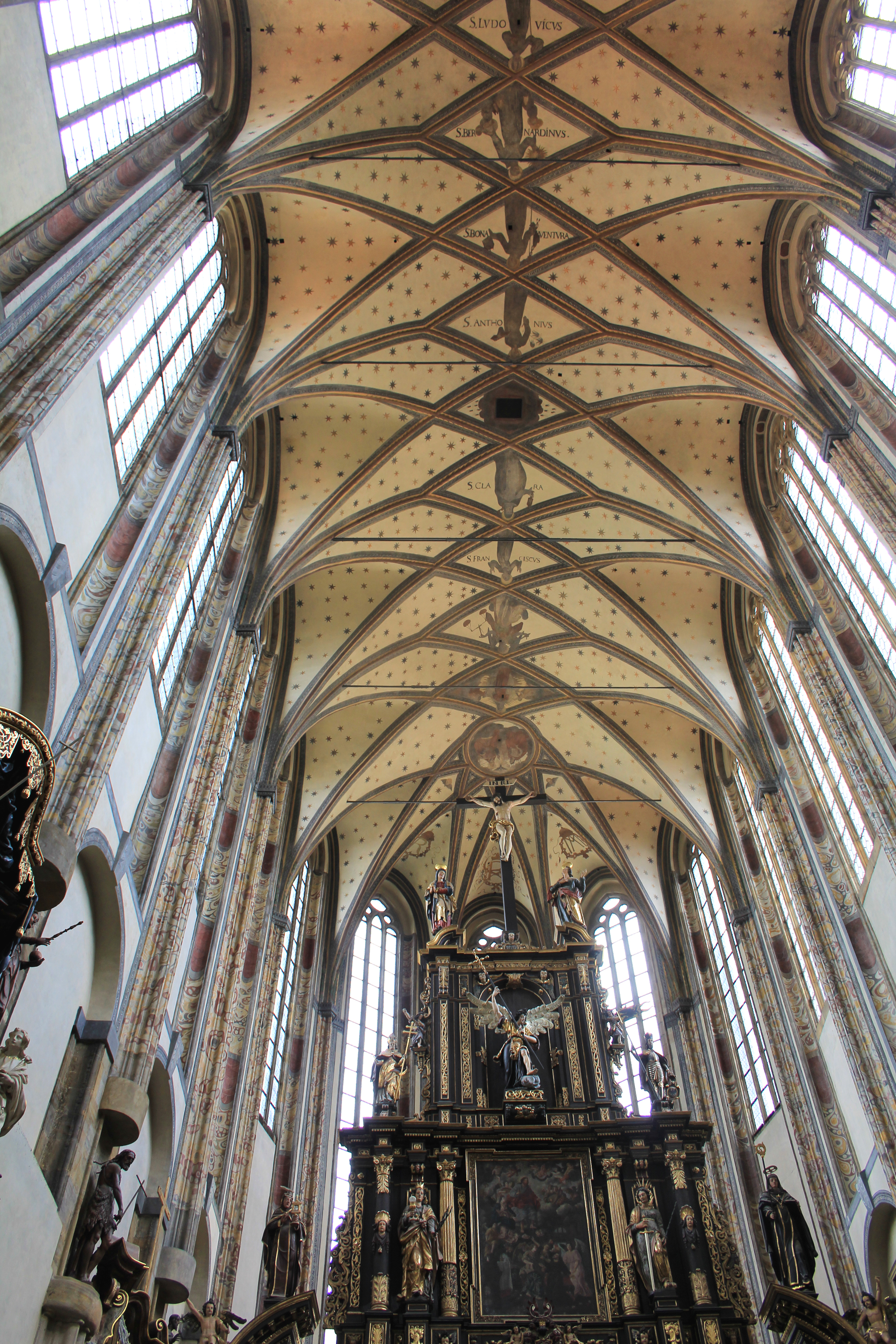
Biserica Maicii Domnului a Zăpezilor - boltă

De asemenea, bolta din corul principal nu este originală. Bolta inițială gotică, care era chiar mai înaltă decât cea actuală, a fost deja complet distrusă până la sfârșitul secolului al XVI-lea. În secolul al XVII-lea biserica a fost arcuită de franciscani. Odată cu construirea noii bolți renascentiste au fost coborâte bolțile ferestrelor, care se mai văd din exterior.
În timpul Renașterii a fost construit și un nou portal. Deasupra portalului, între două ferestre gotice, se află un mozaic al Maicii Domnului a Zăpezii. Deasupra mozaicului este o rozasă gotică.
Interiorul a fost schimbat considerabil în perioada barocă. Cel mai important este un altar cu coloane în stil baroc timpuriu înalt de 29 de metri. Pe vârful ei se află un crucifix, sub care este plasată statuia Fecioarei Maria și cea a Apostolului Ioan. Opera a fost realizată între 1649 și 1651 de un artist necunoscut. Pictura din partea de jos a altarului a fost pictată de Antonín Stevens.